# Rajon Korosten
Der Rajon Korosten (ukrainisch Коростенський район/Korostenskyj rajon; russisch Коростенский район/Korostenski rajon) ist ein ukrainischer Rajon mit etwa 250.000 Einwohnern. Er liegt in der Oblast Schytomyr und ist mit 10.898 km² der flächengrößte der Ukraine. Der Verwaltungssitz befindet sich in der namensgebenden Stadt Korosten.

## Geographie
Der Rajon liegt im Norden der Oblast Schytomyr und grenzt im Norden an Belarus (Woblasz Homel, Rajon Leltschyzy, Rajon Jelsk und Rajon Naroulja), im Osten an den Rajon Wyschhorod (in der Oblast Kiew gelegen), im Südosten an den Rajon Butscha (Oblast Kiew), im Süden an den Rajon Schytomyr, im Südwesten an den Rajon Swjahel sowie im Nordwesten an den Rajon Sarny (in der Oblast Riwne gelegen).

## Geschichte
Der Rajon wurde am 7. März 1923 gegründet. Am 17. Juli 2020 kam es im Zuge einer großen Rajonsreform zur Auflösung des alten Rajons und einer Neugründung unter Vergrößerung des Rajonsgebietes um die Rajone Luhyny, Malyn, Narodytschi, Olewsk und Owrutsch, kleinere Teile des Rajons Choroschiw sowie der bis dahin unter Oblastverwaltung stehenden Städte Korosten und Malyn.

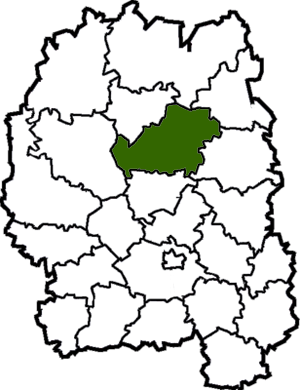
Rajon Korosten bis Juli 2020
Rajonsgebiet ab Juli 2020

## Administrative Gliederung
Auf kommunaler Ebene ist der Rajon in 13 Hromadas (4 Stadtgemeinden, 4 Siedlungsgemeinden und 5 Landgemeinden) unterteilt, denen jeweils einzelne Ortschaften untergeordnet sind.
Zum Verwaltungsgebiet gehören:
- 4 Städte
- 12 Siedlung städtischen Typs
- 507 Dörfer
- 6 Ansiedlungen

Die Hromadas sind im Einzelnen:
- Stadtgemeinde Korosten
- Stadtgemeinde Malyn
- Stadtgemeinde Olewsk
- Stadtgemeinde Owrutsch
- Siedlungsgemeinde Irschansk
- Siedlungsgemeinde Luhyny
- Siedlungsgemeinde Narodytschi
- Siedlungsgemeinde Tschopowytschi
- Landgemeinde Bilokorowytschi
- Landgemeinde Hladkowytschi
- Landgemeinde Horschtschyk
- Landgemeinde Slowetschne
- Landgemeinde Uschomyr